# Sean Hayes
Sean Patrick Hayes (n. 26 de junio de 1970) es un actor estadounidense, ganador de un premio Primetime Emmy.
Tiene 4 hermanos y estudió piano y artes escénicas en la Illinois State University pero lo dejó antes de graduarse. Trabajó como pianista y director músico en Chicago. También compuso la música original para una obra de Antígona en la Steppenwolf Theatre Company de Chicago y participó en la troupe de improvisación cómica The Second City.
Hayes se mudó a Los Ángeles en 1995, donde trabajó como monologuista cómico y en varios anuncios de televisión.

## Filmografía
Fue extra en la película Lucas (1986), que se filmó en su instituto.
Debutó en el filme independiente Billy's Hollywood Screen Kiss (1998). Su papel más conocido es el de Jack McFarland en la serie Will & Grace. Después ha participado en películas como Como perros y gatos (2001), como Jerry Lewis en Martin and Lewis (2002), Pieces of April (2003), The Cat in the Hat (2003), Win a Date With Tad Hamilton! (2004), The Bucket List (2008), o Igor (2008), y su última participación hasta la fecha, encarna a Larry en Los Tres Chiflados (The Three Stooges) estrenada en 2012, junto a Will Sasso (Curly) y Chris Diamantopoulos (Moe). 
También hizo una aparición en la serie Scrubs como Nick.

## Premios y nominaciones
| Premios Primetime Emmy | Premios Primetime Emmy                    | Premios Primetime Emmy | Premios Primetime Emmy |
| Año                    | Categoría                                 | Trabajo Nominado       | Resultado              |
| ---------------------- | ----------------------------------------- | ---------------------- | ---------------------- |
| 2000                   | Mejor actor de reparto - Serie de comedia | Will & Grace           | Ganador                |
| 2001                   | Mejor actor de reparto - Serie de comedia | Will & Grace           | Nominado               |
| 2002                   | Mejor actor de reparto - Serie de comedia | Will & Grace           | Nominado               |
| 2003                   | Mejor actor de reparto - Serie de comedia | Will & Grace           | Nominado               |
| 2004                   | Mejor actor de reparto - Serie de comedia | Will & Grace           | Nominado               |
| 2005                   | Mejor actor de reparto - Serie de comedia | Will & Grace           | Nominado               |
| 2006                   | Mejor actor de reparto - Serie de comedia | Will & Grace           | Nominado               |
| 2011                   | Mejor programa especial                   | 64° Premios Tony       | Ganador                |

| Premios Globo de Oro | Premios Globo de Oro                                   | Premios Globo de Oro | Premios Globo de Oro |
| Año                  | Categoría                                              | Trabajo Nominado     | Resultado            |
| -------------------- | ------------------------------------------------------ | -------------------- | -------------------- |
| 2000                 | Mejor actor de reparto de serie, miniserie o telefilme | Will & Grace         | Nominado             |
| 2001                 | Mejor actor de reparto de serie, miniserie o telefilme | Will & Grace         | Nominado             |
| 2002                 | Mejor actor de reparto de serie, miniserie o telefilme | Will & Grace         | Nominado             |
| 2003                 | Mejor actor de reparto de serie, miniserie o telefilme | Will & Grace         | Nominado             |
| 2004                 | Mejor actor de reparto de serie, miniserie o telefilme | Will & Grace         | Nominado             |
| 2005                 | Mejor actor de reparto de serie, miniserie o telefilme | Will & Grace         | Nominado             |

| Premios del Sindicato de Actores | Premios del Sindicato de Actores | Premios del Sindicato de Actores | Premios del Sindicato de Actores |
| Año                              | Categoría                        | Trabajo Nominado                 | Resultado                        |
| -------------------------------- | -------------------------------- | -------------------------------- | -------------------------------- |
| 2001                             | Mejor actor - Serie de comedia   | Will & Grace                     | Nominado                         |
| 2001                             | Mejor reparto - Serie de comedia | Will & Grace                     | Ganador                          |
| 2002                             | Mejor actor - Serie de comedia   | Will & Grace                     | Ganador                          |
| 2002                             | Mejor reparto - Serie de comedia | Will & Grace                     | Nominado                         |
| 2003                             | Mejor actor - Serie de comedia   | Will & Grace                     | Ganador                          |
| 2003                             | Mejor reparto - Serie de comedia | Will & Grace                     | Nominado                         |
| 2004                             | Mejor actor - Serie de comedia   | Will & Grace                     | Nominado                         |
| 2004                             | Mejor reparto - Serie de comedia | Will & Grace                     | Nominado                         |
| 2005                             | Mejor actor - Serie de comedia   | Will & Grace                     | Nominado                         |
| 2005                             | Mejor reparto - Serie de comedia | Will & Grace                     | Nominado                         |
| 2006                             | Mejor actor - Serie de comedia   | Will & Grace                     | Ganador                          |

| Premios Tony | Premios Tony                        | Premios Tony       | Premios Tony |
| Año          | Categoría                           | Trabajo Nominado   | Resultado    |
| ------------ | ----------------------------------- | ------------------ | ------------ |
| 2010         | Mejor actor principal en un musical | Promises, Promises | Nominado     |